# Attack of the Killer B’s
Attack Of The Killer B's – kompilacja thrashmetalowego zespołu Anthrax, wydana w 1991 roku.
Utwór "Bring The Noise" został nagrany z zespołem rapowym Public Enemy. Ponadto na płycie znajduje się dużo coverów znanych zespołów rockowych.

## Utwory
1. Milk (Ode To Billy) (cover S.O.D.)
2. Bring The Noise (z Public Enemy)
3. Keep It In The Family (live)
4. Startin' Up A Posse
5. Protest And Survive (cover Discharge)
6. Chromatic Death (cover S.O.D.)
7. I'm The Man '91
8. Parasite (cover Kiss)
9. Pipeline (cover The Chantays)
10. Sects (cover Trust)
11. Belly Of The Beast (live)
12. N.F.B. (Dallabnikufesin)

## Skład
- Joey Belladonna – wokal
- Dan Spitz – gitara
- Scott Ian – gitara
- Frank Bello – gitara basowa
- Charlie Benante – perkusja